# Aeolothrips hesperus
Aeolothrips hesperus är en insektsart som beskrevs av Bailey 1951. Aeolothrips hesperus ingår i släktet Aeolothrips och familjen rovtripsar. Inga underarter finns listade i Catalogue of Life.